# Mezquita aljama

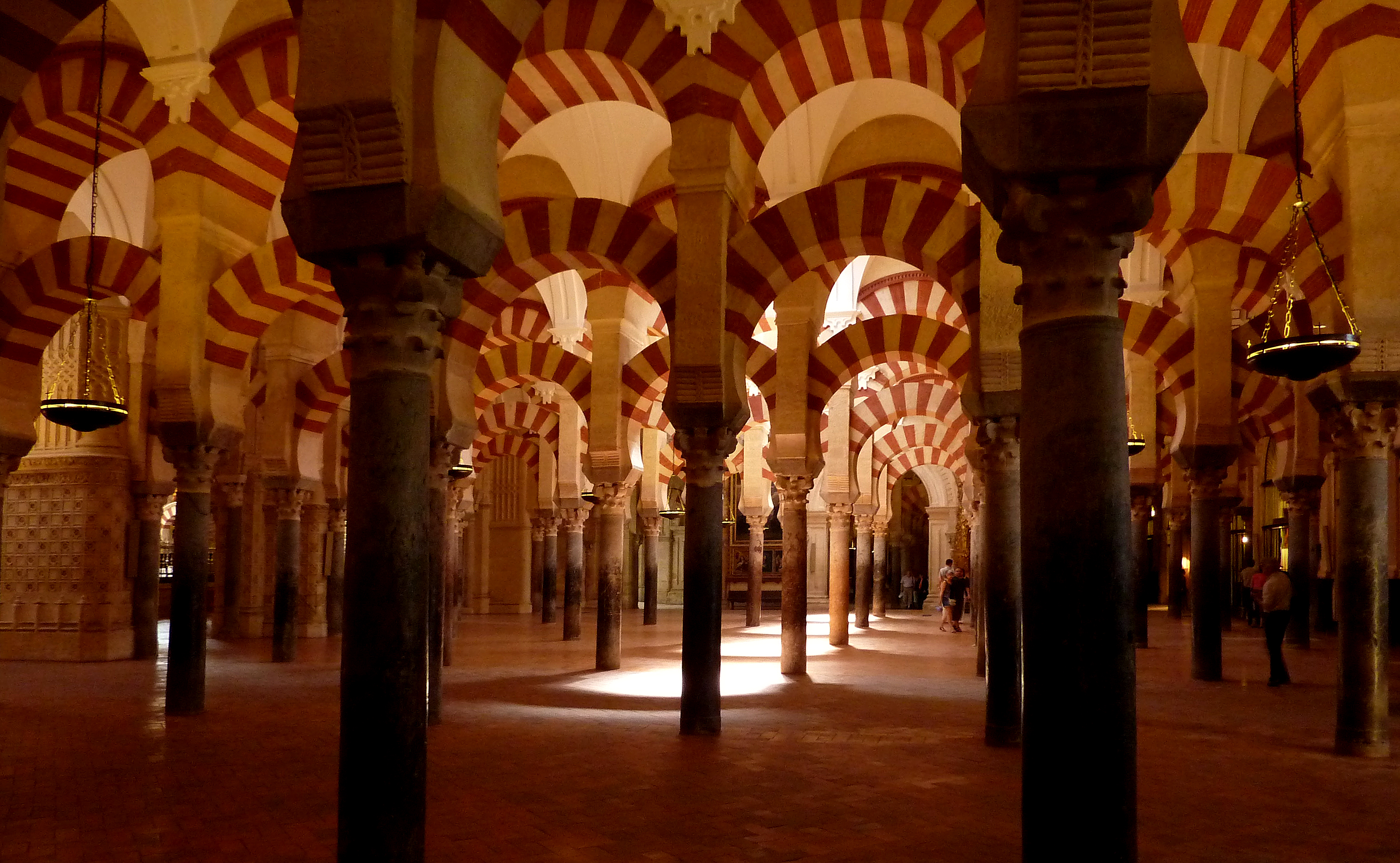
El espacioso interior de la Mezquita-Catedral de Córdoba fue construido para albergar a la gran población de la Córdoba medieval.

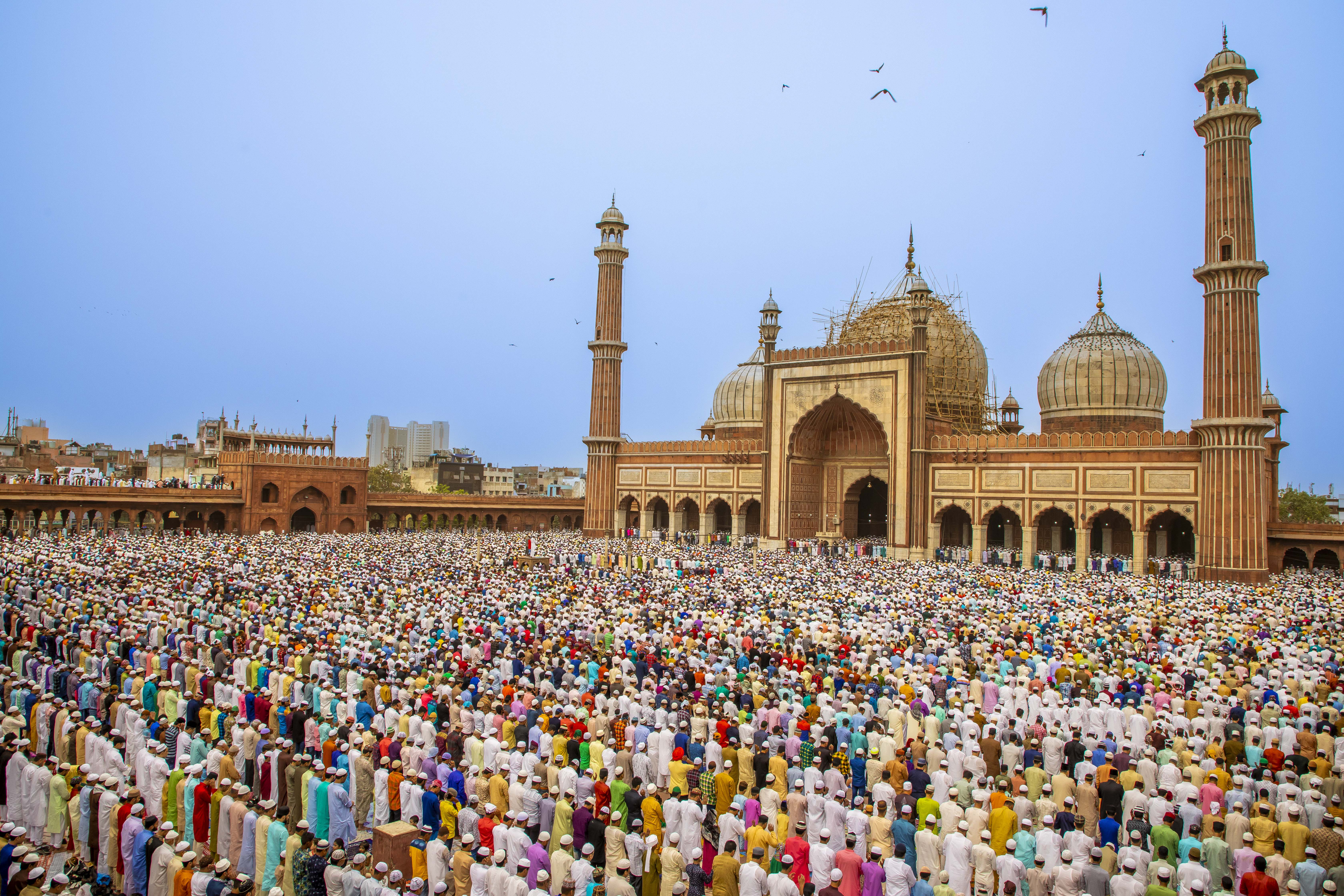
Jama Masjid, la Mezquita Aljama de Delhi

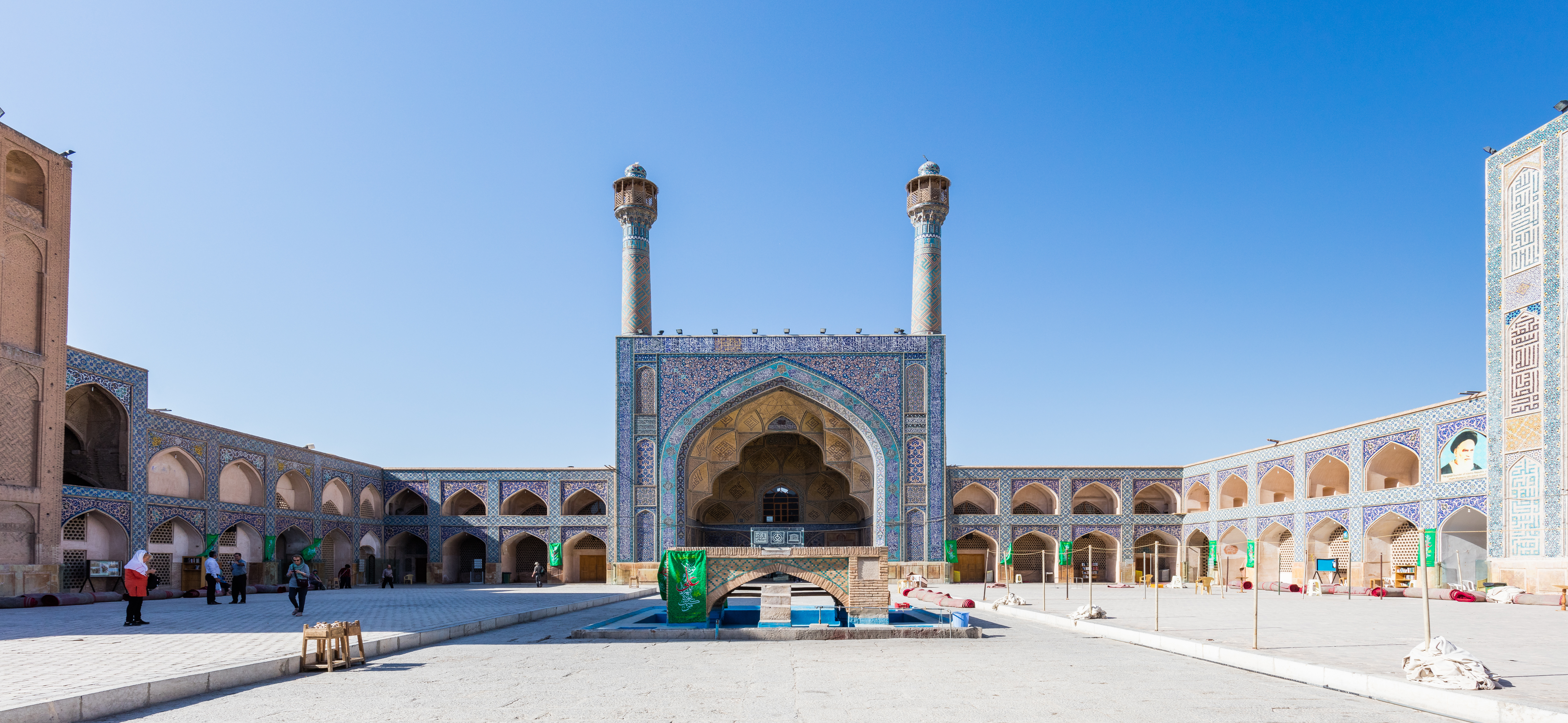
Masjid Jāmi‘, la Mezquita Aljama de Isfahán

Se llama mezquita aljama (en árabe: مسجد جامع‎, masjid jāmiʿ), también mezquita congregacional, mezquita-catedral, mezquita del viernes o sencillamente aljama, a la mezquita urbana más grande y espaciosa de una ciudad, en comparación con otros lugares dedicados a la oración en el mundo islámico.
En este lugar la tradición islámica espera que los fieles se reúnan colectivamente para cumplir con la obligación de la oración obligatoria del mediodía (ṣalāt al-ẓuhr) de los viernes, llamada concretamente oración del viernes o yumuʿa (en árabe ﺟﻤﻌـة, o صلاة الجمعة, Salat al-jumu).
Sin embargo, es un espacio que también está abierto a otras funciones, como acoger a devotos que deseen estudiar temas religiosos en los lugares especiales destinados a tal fin.

Este nombre [Masjid-e-Juma] significa «mezquita de viernes». Hay una en cada ciudad. Es el equivalente a la iglesia parroquial o a la catedral metropolitana, según la importancia del puesto, y no es generalmente el edificio más antiguo, sino el más espacioso.
Robert Byron La vía a Oxiana

## Lista de aljamas
La siguiente es una lista ordenada geográficamente de todas las mezquitas llamadas mezquita aljama o gran mezquita.

### Afganistán
- Gran Mezquita de Herat
- Jama Masjid de Balkh - en ruinas, Balkh, Afganistán [2]

### Albania
- Gran Mezquita de Durrës
- Gran Mezquita de Tirana

### Argelia
- Gran Mezquita 1 de noviembre de 1954
- Gran Mezquita de Argel (desambiguación)
- Gran Mezquita de Nedroma
- Gran Mezquita de Tlemcen

### Azerbaiyán
- Mezquita Juma en Bakú
- Mezquita Juma de Shah Abbas en Ganja
- Mezquita Juma en Najicheván
- Mezquita Juma en Ordubad
- Mezquita Juma en Shamakhi

### Bangladesh
- Munshibari Jama Masjid en Taltoli, Comilla

### Bahréin
- Gran Mezquita Al Fateh, en Manama

### Bélgica
- Gran Mezquita de Bruselas

### Camerún
- Gran Mezquita de Lamido, en N'Gaoundere

### Canadá
- Gran Mezquita de la ciudad de Quebec
- Mezquita Jami, Toronto

### China
- Gran Mezquita de Sian, Xi'an, capital de la provincia de Shaanxi
- Mezquita Jamia en Hong Kong
- Gran Mezquita de Lhasa
- Gran Mezquita de Taizi
- Gran Mezquita de Tongxin

### Daguestán (República de Daguestán)
- Gran Mezquita de Majachkalá

### Dinamarca
- Gran Mezquita de Copenhague

### Egipto
- Mezquita de Amr ibn al-As
- Mezquita de Ibn Tulún
- Mezquita de Al Azhar
- Mezquita de Al-Nasir Muhammad

### Eritrea
- Gran Mezquita de Asmara

### Etiopía
- Mezquita Jamia, Harar

### Francia
- Gran Mezquita de Évry, París
- Gran Mezquita de París

### Guinea
- Gran Mezquita de Conakry

### Kuwait
- Gran Mezquita de Kuwait, Ciudad de Kuwait

### India
Andhra Pradesh
- Mezquita Shahi Jamia en Adoni

Delhi
- Jama Masjid en la vieja Delhi
- Shia Jama Masjid en la vieja Delhi

Guyarat
- Jama Masjid en Ahmedabad
- Mezquita Jama en Champaner

Himachal Pradesh
- Jama Masjid en Dharamsala

Hyderabad
- Mezquita Jama en Golconda

Jharkhand
- Mezquita Jama, Ramgarh en Ramgarh

Jammu y Cachemira
- Jamia Masjid en Srinagar

karnataka
- Masjid Zeenath Baksh en Mangalore
- Jama Masjid Gulbarga en Gulbarga
- Jama Masjid en Bijapur

Kerala
- Mezquita Cheraman Juma en Kodungallur
- Juma Masjid en Pullancheri
- Palayam Juma Masjid en Thiruvananthapuram (Trivandrum)
- Thazhathangady Juma Masjid en Kottayam

Madhya Pradesh
- Jama Masjid en Mandu

Maharastra
- Jama Masjid en Aurangabad
- Jama Masjid en Erandol
- Jama Masjid en Bombay
- Jama Masjid en Mominpura, Nagpur
- Jama Masjid en Nerul
- Mezquita Jama en Furus, distrito de Ratnagiri ]

Tamil Nadu
- Gran Mezquita Kazimar en Madurai
- Mezquita Goripalayam en Madurai
- Mezquita Sungam en Madurai
- Palaiya Jumma Palli en Kilakarai
- Athar Jamad Masjid en Coimbatore
- Mezquita Kottaimedu en Coimbatore

Telangana
- Makkah Masjid en Hyderabad

Uttar Pradesh
- Gran Mezquita, Badaun
- Jama Masjid en Agra
- Jama Masjid en Fatehpur Sikri
- Jama Masjid en Jaunpur
- Jama Masjid en Lucknow
- Jama Masjid en Mathura

Bengala occidental
- Jama Masjid, Motijheel, en Murshidabad

### Indonesia
- Mezquita Al-Akbar en Surabaya, Java Oriental
- Gran Mezquita de Al-Azhar, Yakarta
- Mezquita Al-Markaz Al-Islami en Makassar, Sulawesi del Sur
- Gran Mezquita An-Nur Pekanbaru en Riau
- Gran Mezquita Baiturrahman en Banda Aceh, Aceh
- Gran Mezquita de Darussalam, Samarinda
- Gran Mezquita de Darussalam, Sumbawa Occidental
- Gran Mezquita de Demak, Java Central
- Gran Mezquita Ganting, Padang, Sumatra Occidental
- Gran Mezquita de Bandung, Indonesia
- Gran Mezquita del Sultán de Riau, en Tanjung Pinang, isla de Bintan
- Gran Mezquita de Sumatra Occidental, en Ganting, Padang
- Gran Mezquita de Bantén
- Gran Mezquita de Cirebon
- Gran Mezquita de Java Central
- Gran Mezquita de Medan
- Gran Mezquita de Sumenep
- Gran Mezquita de Surakarta
- Gran Mezquita de Makassar
- Gran Mezquita de Malang
- Gran Mezquita de Palembang ,
- Gran Mezquita de Surabaya, Mezquita Al-Akbar, Java Oriental
- Gran Mezquita de Riyadusshalihin
- Mezquita Istiqlal en Yakarta, Java Occidental
- Gran Mezquita Kauman Java
- Gran Mezquita Nurul Islam
- Mezquita del Centro Islámico de Samarinda en Kalimantan Oriental

### Irán
- Mezquita Jameh de Abarkuh
- Mezquita Jameh de Ahar
- Mezquita Jameh de Amol
- Mezquita Jameh de Aradán
- Mezquita Jameh de Ardakan
- Mezquita Jameh de Ardestan
- Mezquita Jameh de Arak
- Mezquita Jameh de Arsanjan
- Mezquita Jameh de Ashtarjan
- Mezquita Jameh de Atigh
- Mezquita Jameh de Babol
- Mezquita Jameh de Bandar Abbas
- Mezquita Jameh de Bastak
- Mezquita Jameh de Borujerd
- Mezquita Jameh de Damavand
- Mezquita Jameh de Damghan
- Mezquita Jameh de Darab
- Mezquita Jameh de Dezful
- Mezquita Jameh de Eslamiyeh
- Mezquita Jameh de Fahraj
- Mezquita Jameh de Fathabad
- Mezquita Jameh de Ferdows
- Mezquita Jameh de Farumad
- Mezquita Jameh de Germi
- Mezquita Jameh de Golpayegan
- Mezquita Jameh de Gonabad
- Mezquita Jameh de Gorgan
- Mezquita Jameh de Gugan
- Mezquita Jameh de Hamadan
- Mezquita Jameh de Isfahán
- Mezquita Jameh de Jahrom
- Mezquita Jameh de Jajarm
- Mezquita Jameh de Kabir Neyriz
- Mezquita Jameh de Kashmar
- Mezquita Jameh de Kermán
- Mezquita Jameh de Kermanshah
- Mezquita Jameh de Khansar
- Mezquita Jameh de Khozan
- Mezquita Jameh de Lar
- Mezquita Jameh de Makki
- Mezquita Jameh de Mehrabad
- Mezquita Jameh de Marand
- Mezquita Jameh de Marandiz
- Mezquita Jameh de Nain
- Mezquita Jameh de Namin
- Mezquita Jameh de Natanz
- Mezquita Jameh de Nishapur
- Mezquita Jameh de Nushabad
- Mezquita Jameh de Pachian
- Mezquita Jameh de Qazvin
- Mezquita Jameh de Qerveh
- Mezquita Jameh de Qeshm
- Mezquita Jameh de Qiblah
- Mezquita Jameh de Qom
- Mezquita Jameh de Radkan
- Mezquita Jameh de Raqqeh
- Mezquita Jameh de Sabzevar
- Mezquita Jameh de Sarab
- Mezquita Jameh de Sarabi
- Mezquita Jameh de Sari
- Mezquita Jameh de Sanandaj
- Mezquita Jameh de Saveh
- Mezquita Jameh de Semnan
- Mezquita Jameh de Shafi'i
- Mezquita Jameh de Shahrud
- Mezquita Jameh de Shushtar
- Mezquita Jameh de Sojas
- Mezquita Jameh de Tabriz
- Mezquita Jameh de Takab
- Mezquita Jameh de Teherán
- Mezquita Jameh de Urmía
- Mezquita Jameh de Varamin
- Mezquita Jameh de Yazd
- Mezquita Jameh de Zanjan
- Mezquita Jameh de Zavareh

### Irak
- Gran Mezquita de al-Mansur
- Gran Mezquita de Kufa
- Gran Mezquita, Aqrah
- Gran Mezquita de Samarra
- Gran Mezquita de al-Nuri, Mosul
- Gran Mezquita de Amadiya

### Kenia
- Mezquita Jamia en Kenia

### Líbano
- Gran Mezquita Al-Omari, en Beirut
- Gran Mezquita Mansouri

### Malasia
- Masjid Jamek en Kuala Lumpur
- Mezquita Nacional de Malasia en Kuala Lumpur

### Maldivas
- Malé Hukuru Miskyii En Malé

### Malí
- Gran Mezquita de Bamako
- Gran Mezquita de Djenné
- Gran Mezquita de Mopti
- Gran Mezquita de la región de Niono Ségou, sur de Malí

### Mauritania
- Mezquita del Viernes de Nuakchot

### Mongolia
- Gran Mezquita de Hohhot

### Marruecos
- Mezquita Al-Qarawiyyin
- Gran Mezquita de Chefchaouen
- Gran Mezquita de Fez el-Jdid
- Gran Mezquita de Oujda
- Gran Mezquita, Rabat
- Gran Mezquita de Salé
- Gran Mezquita de Tánger
- Gran Mezquita de Taza
- Mezquita de los Andaluces

### Nepal
- Jama Masjid Rahmaniya, Bhairahawa (Nepal)

### Níger
- Gran Mezquita de Niamey

### Nigeria
- Mezquita Nacional de Abuya en Abuya, FCT
- Gran Mezquita de Kano
- Mezquita Central de Lagos en Lagos, Estado de Lagos

### Omán
- Gran Mezquita del Sultán Qaboos, en el Sultanato de Omán

### Pakistán
- Badshahi Masjid en Lahore, Punjab
- Gran Mezquita Jamia, Karachi
- Gran Mezquita Jamia, Lahore
- Gran Mezquita Allahabad, en Kandiaro, Sindh
- Jamia Masjid en Sialkot, Punjab
- Mezquita Jamia en Khudabad, Sindh
- Mezquita Shah Jahan en Thatta, Sindh

### Palestina
- Gran Mezquita de Gaza

- Gran Mezquita de Jenin, la Mezquita Fátima Khatun
- Gran Mezquita de Naplusa, Cisjordania

### Rusia
- Mezquita Akhmad Kadyrov en Grozny
- Gran Mezquita de Majachkalá
- Mezquita Catedral de Moscú
- Mezquita Kul Sharif, Kazán
- Mezquita de San Petersburgo

### Arabia Saudita
- Gran Mezquita de La Meca, también conocida como Masjid al-Haram : la ubicación de la Kaaba y el lugar principal de la peregrinación Hajj

### Senegal
- Gran Mezquita de Dakar
- Gran Mezquita de Touba

### Somalia
- Jama'a Xamar Weyne en Mogadiscio
- Jama'a Shingani en Mogadiscio

### somalilandia
- Mezquita Jama en Hargeisa

### Sudáfrica
- Mezquita Juma en Durban

### España
- Gran Mezquita de Córdoba, la Mezquita-Catedral de Córdoba
- Gran Mezquita de Sevilla, ahora Catedral de Sevilla

### Sri Lanka
- Gran Mezquita de Colombo

### Siria
- Gran Mezquita de Alepo
- Gran Mezquita de al-Nuri, Homs
- Gran Mezquita de Damasco, más conocida como Mezquita Omeya
- Gran Mezquita de Hama
- Gran Mezquita de Maarrat al-Numan
- Gran Mezquita de Raqqa

### Taiwán
- Gran Mezquita de Taipei, en Taipei

### Tanzania
- Gran Mezquita de Kilwa Kisiwani

### Turquía
- Gran Mezquita y Hospital Divriği
- Gran Mezquita de Adana
- Gran Mezquita de Bursa
- Gran Mezquita de Diyarbakır
- Gran Mezquita de Erzurum
- Gran Mezquita de Mersin
- Gran Mezquita de Tarso
- Gran Mezquita de Urfa
- Gran Mezquita de Uşak
- Mezquita de Kocatepe, Ankara
- Mezquita del Sultán Ahmed, Estambul

### Túnez
- Gran Mezquita de Kairouan, Túnez
- Gran Mezquita de Mahdiya, Túnez
- Gran Mezquita de Monastir, Túnez
- Gran Mezquita de Sfax, Túnez
- Gran Mezquita de Susa, Túnez
- Gran Mezquita de Testour, Túnez

### Ucrania
- Mezquita Ahat Jami en Donetsk
- Mezquita Juma-Jami en Eupatoria

### Emiratos Árabes Unidos
- Gran Mezquita de Dubai, Emiratos Árabes Unidos

### Reino Unido
- Jami Masjid y el Centro Islámico en Birmingham, West Midlands
- Jaame Masjid en Blackburn, Lancashire
- Jamea Masjid en Preston, Lancashire
- Gran Mezquita de Leeds, en Leeds, Inglaterra
- Gran Mezquita de Londres, Mezquita de Brick Lane
- Mezquita Jamia del norte de Manchester en Greater Manchester

### Uzbekistán
- Mezquita Dzhuma

### Yemen
- Gran Mezquita de Saná, Yemen
- Gran Mezquita de Zabid, Yemen, Mezquita al-Asha'ir